# Liste des députés européens d'Estonie de la 7e législature
Cet article présente la liste des députés européens d'Estonie élus lors des élections européennes de 2009 en Estonie.
| Nom                                    | Parti                                                                               | Groupe parlementaire européen | Portrait |
| -------------------------------------- | ----------------------------------------------------------------------------------- | ----------------------------- | -------- |
| Tunne Kelam                            | Union de la patrie et Res Publica                                                   | PPE                           |          |
| Kristiina Ojuland                      | Parti de la réforme (jusqu'en juin 2013) Indépendant                                | ADLE                          |          |
| Siiri Oviir                            | Parti du Centre (jusqu'en avril 2012) Indépendant                                   | ADLE                          |          |
| Ivari Padar                            | Parti social-démocrate                                                              | S&D                           |          |
| Vilja Savisaar remplace Edgar Savisaar | Parti du Centre (jusqu'en avril 2012) Indépendant Parti de la réforme (depuis 2013) | ADLE                          |          |
| Indrek Tarand                          | Indépendant                                                                         | Verts/ALE                     |          |